# Wave Rock

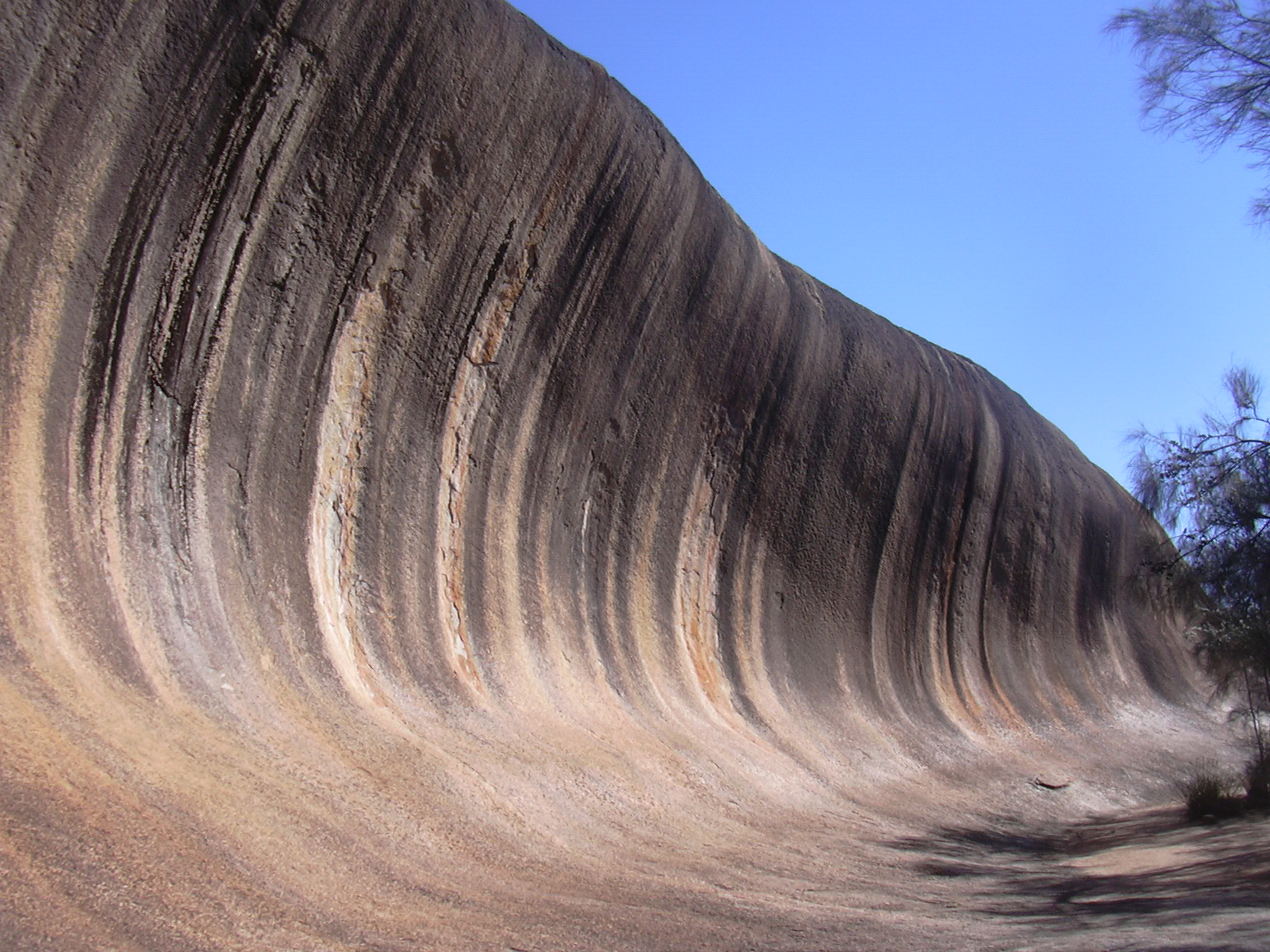
Wave Rock

Der Wave Rock („Wellenstein“) ist eine etwa 2,7 Milliarden Jahre alte Granit-Gesteinsformation in Australien, die durch Erosion und Witterung zu einer Welle geformt wurde. Schon die Aborigines nannten ihn eine Welle aus Gestein. Die Welle ist 15 Meter hoch und etwa 110 Meter lang.
Die Formation ist eine der beliebtesten Naturattraktionen Australiens und liegt in der Nähe von Hyden ca. 350 km östlich von Perth, wo der westaustralische Weizengürtel (wheat belt) an das Outback grenzt. Das Gelände ist mittlerweile über asphaltierte Straßen zu erreichen. Mehr als 140.000 Besucher kommen Jahr für Jahr, um die beeindruckende Welle zu sehen.

## Geschichte

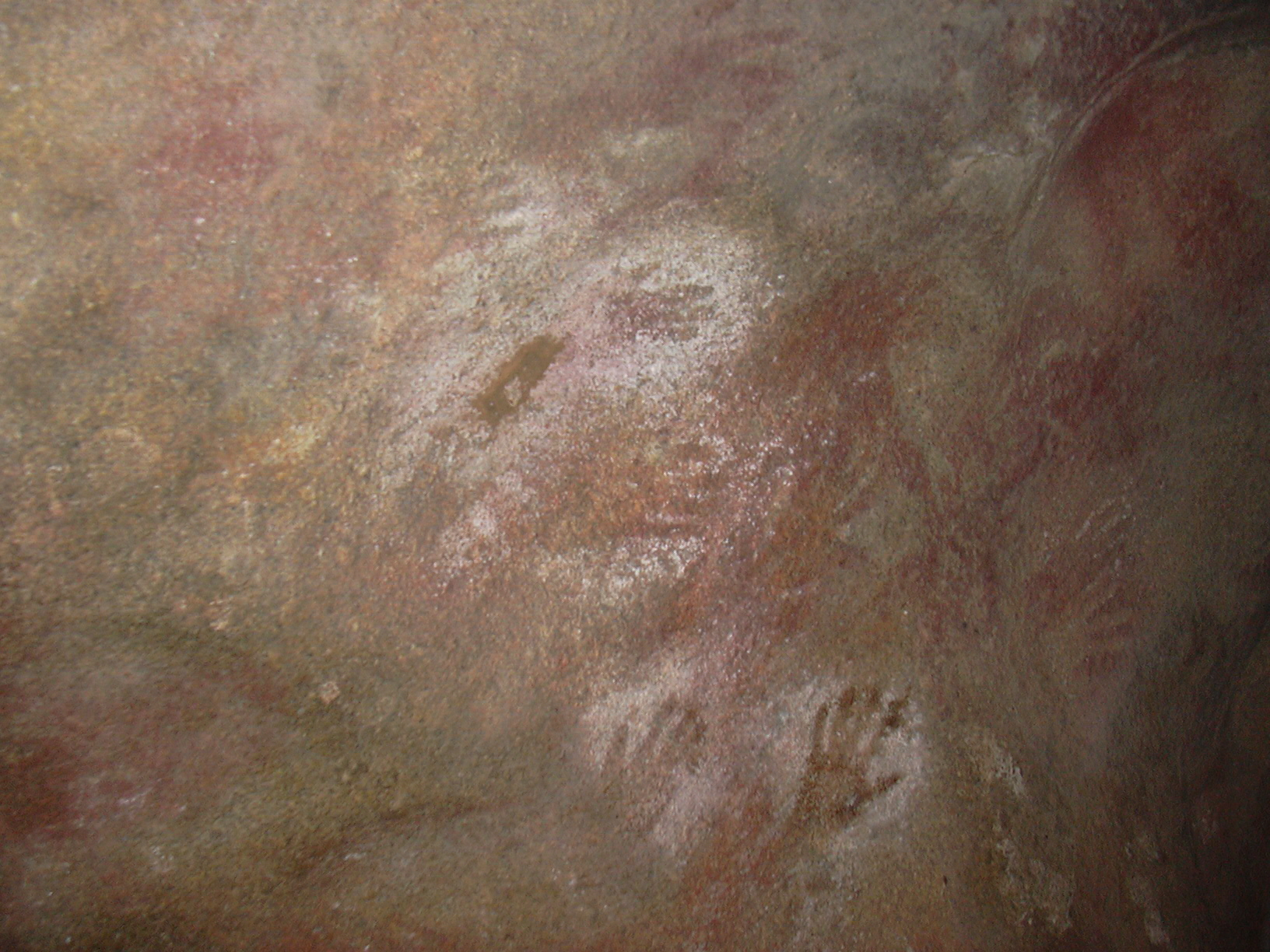
Handzeichnungen der Aborigines in Mulka's Cave

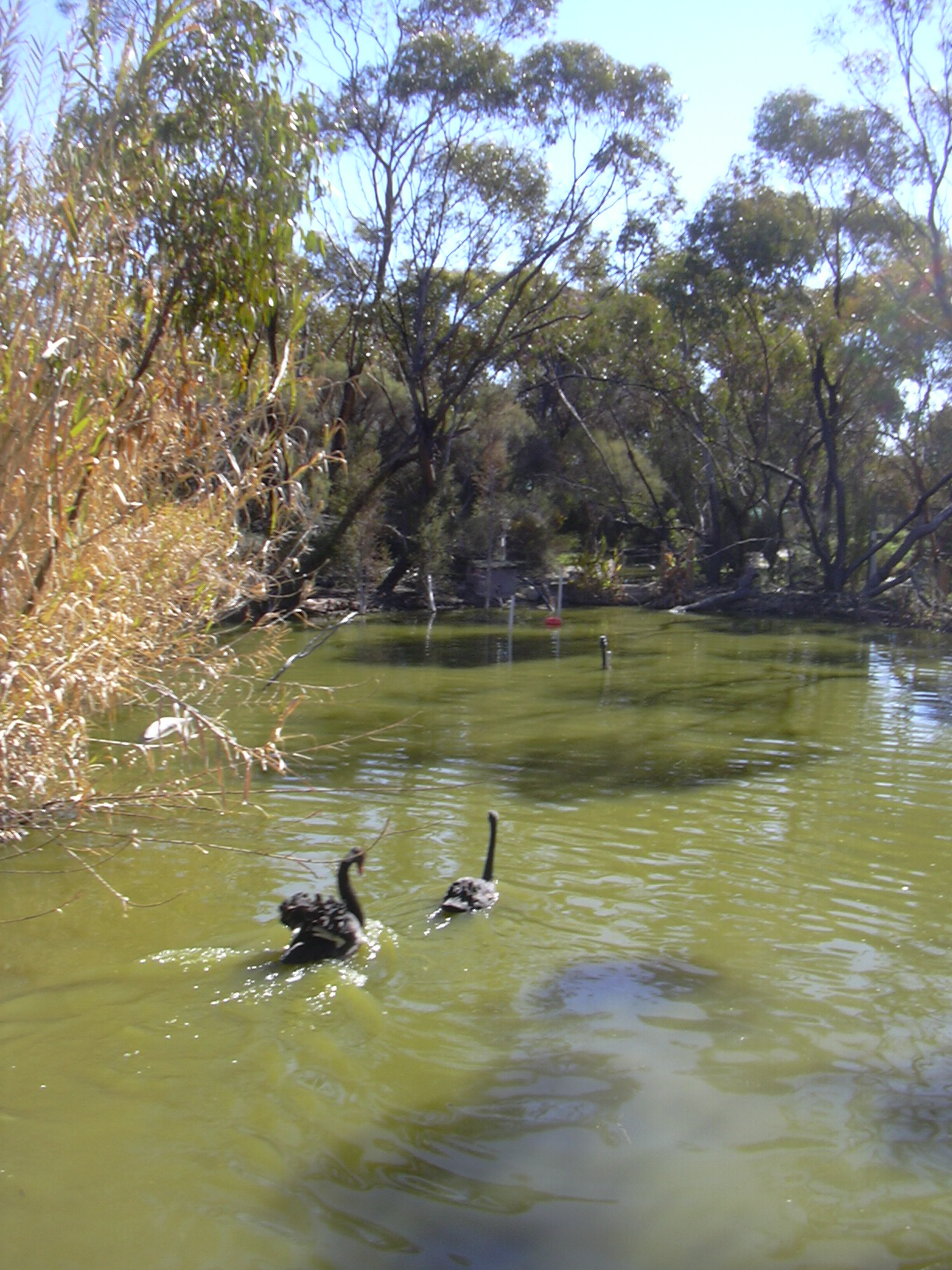
Lake Magic mit schwarzen Schwänen im Resort

Felszeichnungen zufolge (Hände) war die Gegend um Hyden in der Vergangenheit von Aborigines bewohnt. Doch Mulkas Geist vertrieb der Überlieferung nach die Urbevölkerung. Mulka, schielender illegitimer Sohn eines heimlichen Liebespaares zweier miteinander verfeindeter Stämme, lebte dieser Legende nach in einer Höhle. Frustriert über seinen Sehfehler entwickelte er sich zum Tyrannen der Gemeinschaft, jagte und fraß kleine Kinder. Als seine Mutter ihn deswegen zur Rede stellen wollte, tötete er auch sie. Mit dieser Tat wurde er endgültig zum Geächteten. Er floh aus seiner Höhle, wurde aber von seinen Verfolgern aufgespürt und erdolcht. Von kommenden Aboriginal-Generationen wurde die Vorstellung tradiert, der Geist Mulkas lebe noch in der Höhle. Traditionsgläubige Aborigines meiden heute noch die Gegend; jedoch erzählen im Dienste der Tourismusbehörde stehende Stammesgenossen täglich mehreren Besuchergruppen diese Geschichte.
Die ersten Weißen, die zu Beginn des 20. Jahrhunderts das Land betraten, waren Sandelholzfäller. Einer von ihnen mit dem Namen Hyde, den die Landvermesser Tom Kerrigan und Milo Price 1920 kennenlernten, war ausschlaggebend für die Namensgebung der heutigen Stadt; auch die Granitformation, zu der der Wave Rock gehört, heißt auf dieser Karte Hyden Rock.
In den 1920er Jahren wurden die ersten Areale für die Landwirtschaft und Schafzucht genutzt. Der großflächige Weizenanbau, der heute Haupteinnahmequelle der Region ist, begann 1927. Auf dem „Wellenkamm“ wurde 1928 ein Stausee zur Sicherstellung der Wasserversorgung der wachsenden Stadt angelegt. Ab 1932 erleichterte der Bau einer Eisenbahnlinie ins 58 km entfernte Kondinin den Transport, der zuvor mit Fuhrwerken vonstattengehen musste.
Nach dem Zweiten Weltkrieg wurden im Zuge des wirtschaftlichen Aufschwungs mehr Siedler angelockt. 1951 wurde der Stausee erweitert; auch wurde ein Steinwall gebaut, um das Wasser auf der Oberfläche zu halten.
Als Touristenattraktion bekannt wurde der Wave Rock 1963 durch eine Fotografie von Jay Hodges, die in New York auf der International World Fair einen Preis gewann und danach im National Geographic Magazine publiziert wurde. Seit 1998 gibt es ein Resort mit Unterkünften, Gastronomie, Informationszentrum, Geschäften und einer Reihe weiterer Ausflugsziele in der Umgebung. Von Perth aus gibt es täglich organisierte Gruppen-Exkursionen per Bus von zahlreichen Veranstaltern; die individuelle Anreise von Perth dauert etwa drei Stunden.

## Geologie und Natur

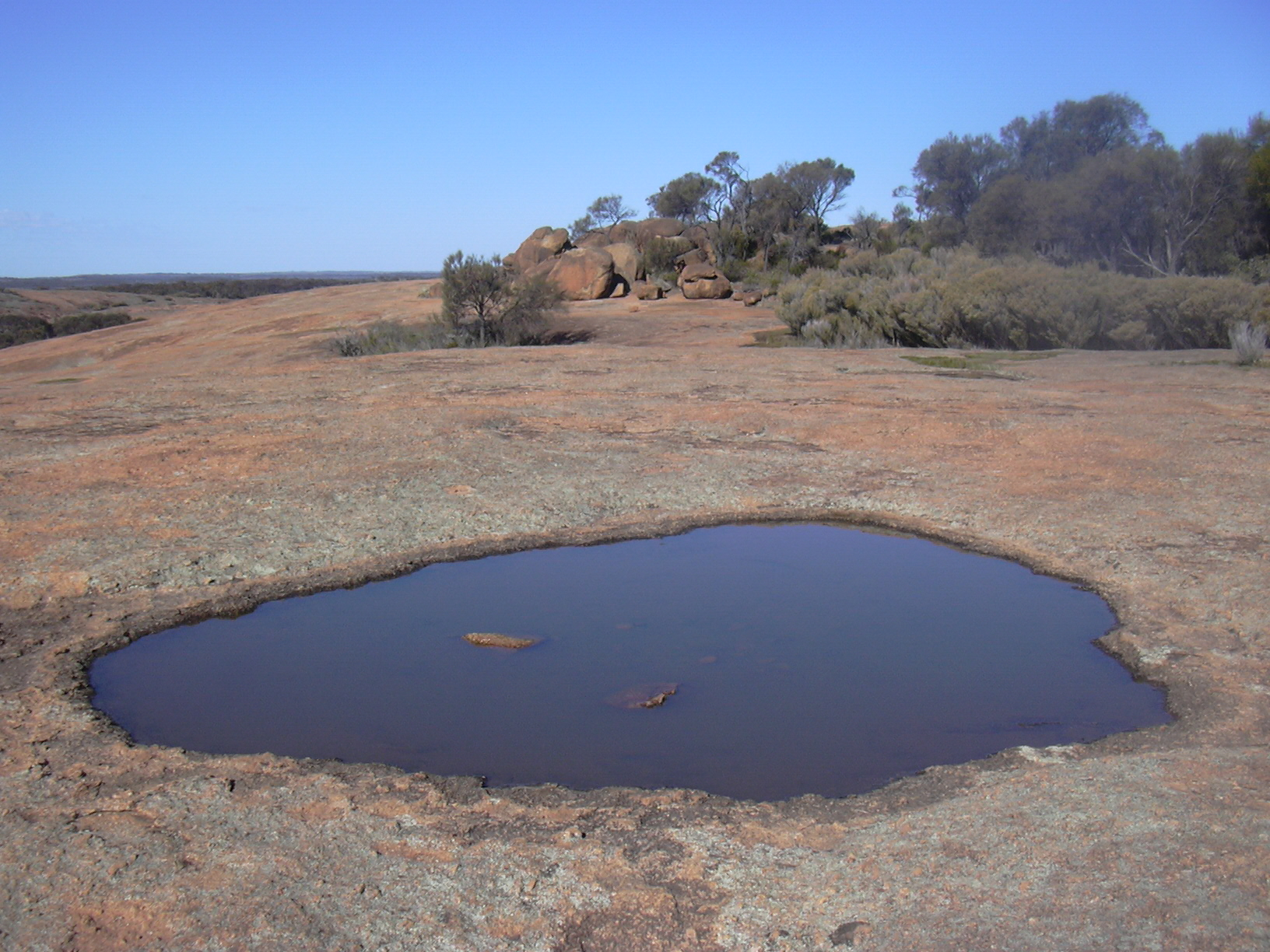
Auf der Hochfläche des Hyden Rock

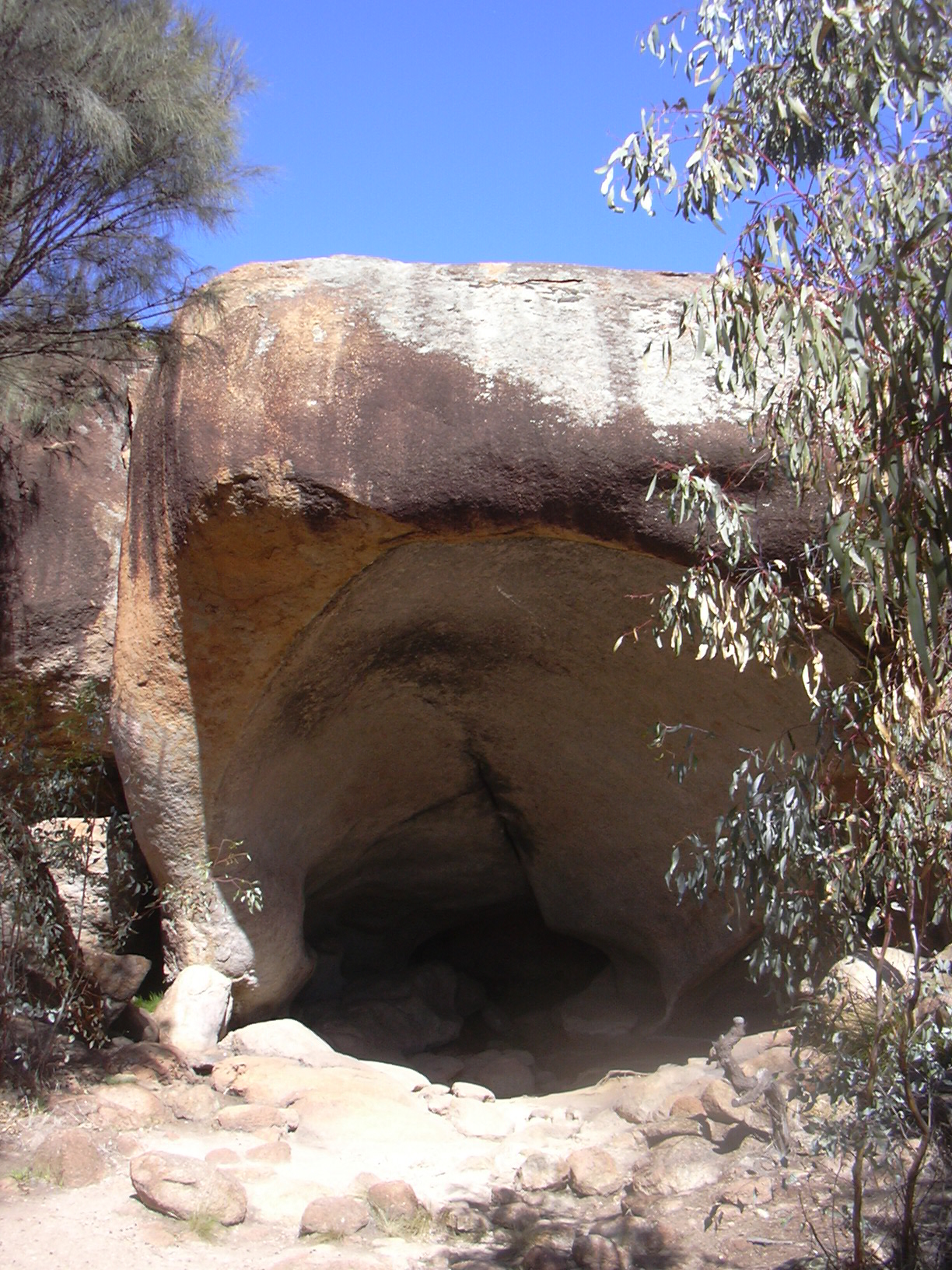
Hippo's Yawn

Der Wave Rock ist Teil einer flachen, 65 ha großen Granitformation, die bis zirka 60 m über die sie umgebende Ebene hinausragt. Vor rund 2,7 Milliarden Jahren entstand sie in einer Schmelze tief unterirdisch. Es dauerte bis vor ca. 60 Millionen Jahren, um den Granit freizulegen, der seither der Erosion ausgesetzt ist. Am Wave Rock geht die Wellenform nach herrschender Meinung auf die Schlagseite des Regenwassers zurück. Der Granit ist an der Oberfläche härter als an den Seiten, so dass herunterlaufendes Wasser im Laufe der Jahrmillionen den Felsen ausgewaschen und die heutige Gestalt geschaffen hat.
Verschiedene chemische Prozesse bei der Berührung mit Wasser gestalteten die den Wave Rock charakterisierenden vertikalen Streifen. Ausgewaschene Karbonate bilden die schwarzen, Eisenhydroxid die roten Streifen.
In der Nähe des Wave Rocks gibt es einige weitere Granit-Formationen von überregionaler Bedeutung. Der geologisch jüngere Hippo's Yawn (etwa 700 Millionen Jahre alt) wird so genannt, weil seine Gestalt mit etwas Phantasie an den aufgesperrten Rachen eines gähnenden Nilpferds erinnern soll. The Humps (16 km nördlich des Wave Rocks) sind kleinere Granitwellen; unter einem einzelnen Monolithen, der sich aus dieser Formation löste, liegt die Höhle mit Felszeichnungen der Aborigines, in der der Legende nach Mulka hauste (Mulka's Cave). Bei den Humps wurde 1981 ein weiteres Trinkwasserreservoir angelegt, nachdem das ursprüngliche am Wave Rock nicht mehr ausreichte.
Die Ebene rund um den Hyden Rock ist ca. 160 ha schütteres Buschland mit Kasuarinen, Akazien und Eukalyptus. Auch das in der frühen Siedlerzeit gesuchte Sandelholz ist immer noch vorhanden. Die Farbenvielfalt der Wildblumen, Orchideen, Grevilleen, Zylinderputzer-Büsche und Pigface machen insbesondere im Frühjahr (September bis November) die Gegend für Wanderer attraktiv. Es gibt mehrere markierte Routen (bush walks).

## Weitere Attraktionen
- The Lace Place am Informationszentrum ist eine permanente Ausstellung von über 2000 Exponaten handgefertigter europäischer Spitzen von 1650 bis heute, die früher die größte private Sammlung in Australien konstituierte (Margaret Blackburn). Herausragend ist ein Stück Chantilly-Spitze von einem Gewand, das Queen Victoria trug.
- Ein kleiner Wildpark erstreckt sich auf ca. 3 ha hinter dem Resort mit Kängurus, Koalas, Wombats, Emus und diversen Vogelarten.